# Fǎxiǎn
Fǎxiǎn (法顯, Wade-Giles: Fa-hsien; coreano: Beophyeon, giapponese: Hōgan; Wuyang, 340 – Jingzhou, 418) è stato un monaco buddista e traduttore cinese.

## Biografia
Fu un monaco buddista cinese, traduttore di testi dal sanscrito al cinese e fu il primo pellegrino buddista cinese a giungere in India. 
Fǎxiǎn nacque a Wuyang (oggi Xiāngyuán, provincia dello Shanxi) nel 340, il nome della sua famiglia era Gōng (龔). Entrò giovane in un monastero buddista e, dopo aver terminato il noviziato (沙彌, shāmí) a vent'anni ed aver abbracciato il vinaya monastico cinese, si rese subito conto che i precetti ivi contenuti erano confusi e contraddittori. Decise quindi di recarsi in India per recuperarne dei testi originali e operarne la traduzione. 
La possibilità di questo viaggio si realizzò nel 399 quando, con altri cinque monaci, partì alla volta dell'India. La cronaca del suo avventuroso viaggio Fǎxiǎn la riportò nel suo Fóguójì (佛國記, Relazione sui paesi buddisti, T.D. 2085) redatto nel 416, dopo quattro anni dal suo rientro in Cina. 
Nel Fóguójì, Fǎxiǎn narra di aver percorso il versante meridionale del bacino del Tarim attraversando i regni di Agni (indicato da Fǎxiǎn come 烏夷, Wūyí, successivamente denominato in uiguro come Karasahr e oggi conosciuto con il nome cinese di 焉耆 Yānqí), di Shànshàn (鄯善) e di Khotan (oggi 和田, Hétián) luoghi attualmente tutti situati nella Regione autonoma cinese dello Xinjiang.
Venerò una reliquia del Buddha a Jiesha (Skardu nel Baltisan, attualmente nel Kashmir pakistano) dove incontrò Buddhabhadra (359-429), maestro buddista che convinse a trasferirsi in Cina come missionario e traduttore. Quindi attraversò la valle dell'Indo giungendo nel regno indiano di Uḍḍiyāna dove fu ospitato in un monastero probabilmente di scuola sarvāstivāda. Fin qui impiegò tre anni di viaggio. 
Dopo essersi riposato per alcuni mesi ad Uḍḍiyāna (oggi Distretto di Swat in Pakistan), Fǎxiǎn riprese il cammino verso Sud attraversando il fiume Suvāstu (attuale fiume Swāt) e la città di Taxila (oggi compresa nel distretto pakistano di Rawalpindi) arrivando quindi a Purushapur (oggi Peshawar in Pakistan) dove fu lasciato da tre monaci del suo seguito che decisero di rientrare in Cina. 
Fǎxiǎn e gli altri due monaci rimasti con lui continuarono invece verso Nagarhara (oggi Jalalabad, Afghanistan). Valicando le montagne uno dei due monaci che lo accompagnavano, di nome Huijing, perse la vita. 
Con l'altro monaco, di nome Daozheng, Faxian raggiunse Lakki Marwat dove rimase per tutta l'estate del 403 e da dove ripartì in direzione di Mathura (oggi nell'Uttar Pradesh, India). Lungo questo percorso Fǎxiǎn visitò Kapilavastu (vicino a Lumbini, Nepal), la città natale del Buddha Shakyamuni, trovandola tuttavia in uno stato di desolazione. 
Giunto nel 405 a Pataliputra (oggi Patna) Fǎxiǎn ottenne finalmente un testo scritto del vinaya. È da notare che fino a quel momento Fǎxiǎn ha incontrato, durante il suo lungo viaggio, solo testi orali tramandati a memoria dai monaci. A Pataliputra Fǎxiǎn studiò i vinaya mahāsāṃghika e sarvāstivāda nonché alcune opere mahāyāna. 
Nel 407 ripartì da solo (il suo compagno di viaggio, Daozheng, decise di fermarsi a Pataliputra) per Tamralipti (oggi Tamluk) dove rimase fino al 409. Da lì si imbarcò per lo Sri Lanka dove risiedette in diversi monasteri studiando in particolar modo testi di una scuola del Buddismo dei Nikāya, la mahīśāsaka. 
Nel 411 s'imbarcò per rientrare in Cina e, dopo alcune peripezie per mare, che lo portarono prima a Sumatra e poi a sbarcare nei pressi dei monti Laoshan (崂山, monti situati sulla costa nei pressi di Qingdao), riuscì finalmente a rientrare a Jiankang (oggi Nanchino) da dove era partito 14 anni prima. 
Nella capitale cinese Fǎxiǎn ritrovò Buddhabadra e con lui avviò le traduzioni dei numerosi testi buddisti che aveva riportato dal suo viaggio in India e in Sri Lanka. Fǎxiǎn morì nel 418 nel monasterò Xin di Jingzhou (provincia di Hubei).
Oggi nel Canone cinese conserviamo le sue traduzioni alle sezioni: 1425 e 1427 (vinaya mahāsāṃghika), 376 e 745 (sūtra mahāyāna), 7 (un āgama del Buddismo dei Nikāya).